# Big Kill
Pour plus de détails, voir Fiche technique et Distribution.
Big Kill est un western américain écrit et réalisé par Scott Martin, sorti en 2019. Le film met en vedettes Jason Patric, Lou Diamond Phillips et Christoph Sanders dans les rôles principaux.

## Synopsis
Au XIXe siècle, Jim Andrews (Christoph Sanders) est comptable à Philadelphie, en Pennsylvanie. Veuf depuis peu, il décide de tout quitter pour rejoindre son frère Grant Andrews (K.C. Clyde), qui a ouvert un saloon en Arizona dans une petite ville appelée Big Kill. En chemin, Jim rencontre deux hors-la-loi nommés Jake Logan (Scott Martin) et Travis Parker (Clint Hummel) qui fuient le Mexique où ils sont recherchés et les persuade de le suivre jusqu'en Arizona.
En arrivant à Big Kill, Jim a la mauvaise surprise de découvrir que son frère est introuvable. Il y a encore pire : la ville est sous la coupe de deux tueurs impitoyables, un fanatique religieux entièrement vêtu de noir surnommé « le prédicateur » (Jason Patric) et son homme de main Johnny Kane (Lou Diamond Phillips), vêtu de rouge comme s'il était Satan en personne. Alors, Jim tourne le dos à sa vie de « pied-tendre » et prend les armes pour affronter le sinistre « prédicateur ».

## Distribution
- Jason Patric : Le prédicateur
- Lou Diamond Phillips : Johnny Kane
- Christoph Sanders : Jim Andrews
- Scott Martin : Jake Logan
- Clint Hummel : Travis Parker
- K.C. Clyde : Le maire
- Stephanie Beran : Felicia Stiletto
- Elizabeth McLaughlin : Josie Strong
- Danny Trejo : Général Morales
- Michael Paré : Colonel Granger
- Audrey Walters : La Madame
- Jermaine Washington : Jackson
- Dennis LaValle : Malcolm O'Reilly
- David Manzanares : Bob Pearson
- Sarah Minnich : Olivia
- Paul Blott : Digger
- Richard Barela : Agriculteur mexicain
- Toby Bronson : Fred le barman[5]

## Production
Le tournage a eu lieu à El Rancho de las Golandrinas, à Santa Fe, au Nouveau-Mexique, aux États-Unis.

## Sortie
Le film est sorti le 19 octobre 2019 aux États-Unis, son pays d’origine.

## Réception critique
Big Kill a obtenu un score d’audience de 55% sur Rotten Tomatoes